# Zhořec
Zhořec är en ort i Tjeckien.   Den ligger i regionen Vysočina, i den centrala delen av landet, 80 km sydost om huvudstaden Prag. Zhořec ligger 597 meter över havet och antalet invånare är 126.
Terrängen runt Zhořec är platt, och sluttar österut. Runt Zhořec är det glesbefolkat, med 18 invånare per kvadratkilometer. Närmaste större samhälle är Pelhřimov, 19,9 km öster om Zhořec. Trakten runt Zhořec består till största delen av jordbruksmark.